# Верхний Ломовец
Ве́рхний Ломове́ц (до оц.1816 Ломачево) — село, центр Верхнеломовецкого сельского поселения Долгоруковского района Липецкой области.

## География
Верхний Ломовец находится в юго-восточной части района в 20 км от села Долгоруково. Располагается на левом берегу реки Ломовечин при впадении в него многочисленных мелких ручьёв. На юго-западе села живописный пруд.

## История
Основан мелкими служилыми людьми во второй половине XVII века и известен как минимум с 1674 года. Как и соседнее село Нижний Ломовец, расположен на ручье Ломовец (Ломовечин), от которого получил своё название. Ручей назван по месту добычи (ломки) камня.
До середины XIX века Верхний Ломовец — казённое (государственное) село, которое населяли преимущественно однодворцы и помещичьи крестьяне. В конце XVIII века упоминается под названием Ломачево, в частности на картах "Воронежского наместничества из атласа горного училища" (1792), "Воронежской губернии из атласа Вильбрехта" (1800). На "Трехверстовке Курской области. Военно-топографическая карте" (1870) упоминается уже под современным названием. Сопоставляя, однако, с названием соседнего села Нижний Ломовец, название которого уже в нынешнем виде употребляется в 1816-м году, можно предположить, что название сего села также было изменено в то же время.
Первое упоминание церкви относится к 1703 году.
В XIX — начале XX века относилось к Нижнеломовецкой, а позже к Калабинской волости Землянского уезда Воронежской губернии. С 1926 года — центр Верхнеломовецкого сельсовета. В 1928 году Верхний Ломовец вошёл в состав Долгоруковского района. В 1963 году Долгоруковский район был упразднен, и село оказалось в Тербунском районе. Но через год, в 1964 году, Долгоруковский район был восстановлен в прежних границах. С 1954 года в составе Липецкой области.

## Население
| 1859 | 1897  | 2010 | 2011 |
| ---- | ----- | ---- | ---- |
| 2055 | ↗2294 | ↘758 | →758 |

## Достопримечательности
Каменный храм, построенный в 1854 году, освящён в честь Покрова Пресвятой Богородицы. После закрытия церкви в 1930-х годах её помещение использовалось как склад. Затем долгие годы церковь была в запустении, но в настоящее время капитально отреставрирована, и в воскресные и праздничные дни совершаются богослужения. Храм имеет региональный охранный статус. Ранее существовавшая деревянная церковь находилась близ кладбища, на правом берегу ручья Ломовечин.
Последним священником (до закрытия) был Родышевский Илья Алексеевич, 1879 года рождения, уроженец села Иванчиково Льговского района Курской области. Постановлением тройки УНКВД по Курской области от 15.11.1937 по ст. 58-10 приговорен к 10 годам лишения свободы, дело прекращено 13.02.1939.
В центре села памятник односельчанам, погибшим в годы Великой Отечественной войны.

## Транспорт
Верхний Ломовец связан с районным центром асфальтированной дорогой. Грунтовой дорогой соединён с деревней Ивановкой.
Через село ежедневно курсирует автобус по маршруту Долгоруково — Н. Ломовец.

## Известные жители
- Аскоченский, Александр Николаевич. Герой социалистического труда, академик-гидротехник, один из крупнейших мелиораторов СССР.
- Жданов Пётр Тимофеевич. Ветеран Великой Отечественной войны, полный кавалер ордена Славы.
- Захарова Татьяна Михайловна. Герой социалистического труда, депутат Верховного Совета РСФСР.